# Calyptrochaeta mollis
Calyptrochaeta mollis är en bladmossart som beskrevs av Celina Maria Matteri 1998. Calyptrochaeta mollis ingår i släktet Calyptrochaeta och familjen Hookeriaceae. Inga underarter finns listade i Catalogue of Life.